# Urglas
Et urglas er et cirkulært konkavt stykke glas, der bruges inden for kemi som en overflade til at lade væske fordampe, til at lade et fast stof blive tilbage, således at det kan vejes, eller til at dække over et bægerglas som et låg. Sidstnævnte bruges især til at forhindre forhindre støv eller andre partikler i at komme ned i bægeret. Urglasset dækker ikke et bægerglas fuldstændigt, så der vil stadig kunne udskiftes gas i glasset.
Det bruges også til at opvarme små mængde af stof. Når det bruges til at fordampe væsker, tillader urglasset at observere udfældning eller krystallisering og kan blive placeret på en overflade i kontrastfarve for at øge den overordnede synlighed.
Urglas bruges også nogle gange til at dække et glas med whisky for at koncentrere aromaerne i glasset og for at forhindre at man spilder whisky når man slynger det rundt.
Urglas er navngivet efter den lignende type glas, som sidder på gammeldags lommeure.

## Brug
Som låg på bægerglas kan den hjælpe til begrænse fordampning og kontrollere damptrykket. Derudover bruges urglas ofte til at opbevare faste stoffer der skal vejes på en vægt. Før vejningen placeres urglasset på vægten, hvorefter den nulstilles og prøven placeres på glasset.